# IC 3210
 IC 3210 ist eine linsenförmige Galaxie vom Hubble-Typ S0-a im Sternbild Coma Berenices am Nordsternhimmel. Sie ist schätzungsweise 365 Millionen Lichtjahre von der Milchstraße entfernt.
Das Objekt wurde am 23. März 1903 von Max Wolf entdeckt.